# Municipio de Wilson C
El municipio de Wilson C (en inglés: Wilson C Township) es un municipio ubicado en el condado de Greene en el estado estadounidense de Misuri. En el año 2010 tenía una población de 3936 habitantes y una densidad poblacional de 491,65 personas por km².

## Geografía
El municipio de Wilson C se encuentra ubicado en las coordenadas 37°6′38″N 93°18′41″O / 37.11056, -93.31139. Según la Oficina del Censo de los Estados Unidos, el municipio tiene una superficie total de 8.01 km², de la cual 7.93 km² corresponden a tierra firme y (0.91%) 0.07 km² es agua.

## Demografía
Según el censo de 2010, había 3936 personas residiendo en el municipio de Wilson C. La densidad de población era de 491,65 hab./km². De los 3936 habitantes, el municipio de Wilson C estaba compuesto por el 92.48% blancos, el 1.47% eran afroamericanos, el 0.38% eran amerindios, el 3.46% eran asiáticos, el 0.1% eran isleños del Pacífico, el 0.66% eran de otras razas y el 1.45% pertenecían a dos o más razas. Del total de la población el 2.9% eran hispanos o latinos de cualquier raza.